# Иаго ап Бели
Иаго ап Бели (валл. Iago ap Beli, лат. Iacobus, англ. James; около 560—613?) — король Гвинеда с 599 года.

## Биография
Иаго получил королевский титул Гвинеда после кончины своего отца Бели ап Рина.
Наиболее знаменательное явление, случившееся в период его правления — это возвышение соседних англосаксонских королевств: Мерсии при короле Пиббе и Берниции при короле Этельфрите. Существуют данные, позволяющие говорить о некотором виде альянса Иаго и Пиббы, согласно которому, Гвинед получал неприкосновенность от Мерсии в обмен на военную помощь против Нортумбрии.
В 604 году король Дейры Эдвин, смещенный со своего престола Этельфритом, нашел прибежище при дворе Иаго. Очевидно, это послужило королю Нортумбрии формальным поводом к объявлению войны против Гвинеда, основными действиями которой были резня монахов из монастыря Бангор-ис-Койд (согласно «Англосаксонской хронике», было убито 200 монахов, согласно Беде — 1200) и битва при Кайр-Легионе (Честере) в 613 году, закончившаяся поражением союзных войск Гвинеда, Поуиса и Мерсии.
Неизвестно, принимал ли Иаго ап Бели участие в Честерской битве или нет, однако «Анналы Камбрии» датируют эту битву и смерть Иаго одним годом.
Иаго ап Бели наследовал его сын Кадван ап Иаго.